# Bova Marina
Bova Marina ist eine italienische Stadt in der Metropolitanstadt Reggio Calabria in Kalabrien mit 4067 Einwohnern (Stand 31. Dezember 2023).

## Lage und Daten
Bova Marina liegt 44 km südöstlich von Reggio Calabria. Die Nachbargemeinden sind Bova, Condofuri und Palizzi.

## Geschichte
Im Ort wurde eine Villa aus dem 2. Jahrhundert freigelegt. Aus dem 6. Jahrhundert stammt eine Synagoge. Bei den Ausgrabungen in den 1980er Jahren wurde ein Mosaikfußboden mit jüdischen Symbolen gefunden.